# Matt Reid (Basketballspieler)
Matthew Eric Reid (* 15. Januar 1984 in Long Beach) ist ein ehemaliger US-amerikanisch-deutscher Basketballspieler.

## Laufbahn
Reid stammt aus Long Beach im US-Bundesstaat Kalifornien. Als Schüler spielte er für die Mannschaft der Cypress High School in Cypress. Seine Universitätskarriere beendete er 2007. In seiner Abschlusssaison 2006/07 erzielte er Mittelwerte von 20,2 Punkten, 5,4 Rebounds, 3,3 Korbvorlagen und 2,2 Ballgewinnen für die im Bundesstaat Oklahoma ansässige Cameron University.
Er schlug eine Laufbahn als Berufsbasketballspieler an und wechselte dafür nach Deutschland, wo er bis 2010 für die Regionalligisten Schwelm, Waltrop und Saarlouis spielte. Dabei erwarb er sich einen Ruf als abschlussstarker Spielmacher, der zudem seine Mannschaftskameraden in Szene setzt. 2009/10 erzielte er für Saarlouis im Schnitt 23,8 Punkte, 6,9 Rebounds, 6,7 Korbvorlagen und 3,5 Ballgewinne pro Einsatz.
Zwischen 2010 und 2012 spielte Reid für den SC Rasta Vechta in der 2. Bundesliga ProB. Vor allem in der Saison 2010/11 trumpfte er im Dress der Niedersachsen auf und kam auf durchschnittlich 20 Punkte sowie 5,9 Vorlagen je Spiel.
Im Sommer 2012 absolvierte er ein Probetraining beim SC Rist Wedel, eine Verpflichtung kam aber nicht zustande, Reid spielte dann in November und Dezember 2012 für den RSV Eintracht Stahnsdorf (ebenfalls ProB).
In der Saison 2013/14 war Reid in Diensten der Hertener Löwen mit einem Punkteschnitt von 23,1 wie 2010/11 einer der besten Korbschützen der ProB. 2014 kehrte er nach Vechta zurück, führte die zweite Herrenmannschaft Rastas zur Meisterschaft in der 2. Regionalliga Nord-West und erzielte für Vechtas Reserve 28,2 Zähler pro Spiel. Zudem kam er als Aushilfe in der ProA-Mannschaft der Niedersachsen zu Kurzeinsätzen. Mittlerweile hatte Reid die deutsche Staatsbürgerschaft angenommen und stand in der Saison 2015/16 fest in Rastas ProA-Aufgebot. Auf dem Weg zu Vizemeisterschaft und Bundesliga-Aufstieg kam er in 28 Partien zum Einsatz und erzielte im Schnitt 2,9 Punkte sowie 1,8 Vorlagen.
Zur Saison 2016/17 wurde Reid vom Quakenbrücker Verein Artland Dragons aus der ProB verpflichtet. Nach einem Jahr in Quakenbrück wechselte er in Hinblick auf das Spieljahr 2017/18 zu den Weser Baskets Bremen in die erste Regionalliga Nord. Im November 2017 trennte er sich aus beruflichen Gründen von den Bremern.
Im Sommer 2023 wurde Reid Trainer der Herrenmannschaft des TSV Quakenbrück (2. Regionalliga). Mitte Dezember 2023 wurde er von dem Verein seiner Aufgabe entbunden, nachdem bis dahin unter seiner Leitung nur ein Sieg in neun Ligaspielen gelungen war.

### Sonstiges
Reid gehörte 2018 zu den Gründern eines Unternehmens mit Sitz in Damme, das medizintechnische Gerätschaften fertigt, die im Sport in der Erholungsphase nach Belastungen genutzt werden. Reid wurde Vertriebsleiter des Unternehmens, das im August 2021 eine Zusammenarbeit mit der Basketball-Bundesliga einging.